# Picture Mommy Dead
Pour plus de détails, voir Fiche technique et Distribution.
Picture Mommy Dead est un film américain d'horreur réalisé par Bert I. Gordon et sorti en 1966.

## Fiche technique
- Titre original : Picture Mommy Dead
- Réalisation : Bert I. Gordon
- Scénario : Bert I. Gordon
- Musique :
- Production : Bert I. Gordon
- Pays d'origine :  États-Unis
- Langue originale : Anglais
- Genre : Horreur
- Durée :
- Date de sortie : 1966

## Distribution
- Don Ameche : Edward Shelley
- Martha Hyer : Francene Shelley
- Zsa Zsa Gabor : Jessica Flagmore Shelley
- Susan Gordon : Susan Shelley